# Уткин, Олег Васильевич
Олег Васильевич Уткин (род. 8 июня 1952) — российский политический деятель, депутат Государственной Думы ФС РФ третьего созыва (1999—2003). Заместитель Руководителя Аппарата Государственной Думы Федерального Собрания Российской Федерации четвёртого созыва.

## Биография
На момент избрания в Государственную Думу РФ работал в г. Саратове советником по Поволжскому региону Управления кадров Президента РФ.

### Депутат Государственного думы
Был избран депутатом государственной думы по федеральному списку избирательного блока Межрегиональное движение «Единство» (МЕДВЕДЬ).

## Награды
- Благодарность Президента Российской Федерации (22 июля 2002 года) — за большой вклад в разработку законов по реализации концепции судебной реформы[2]